# 氏原一郎
氏原 一郎（うじはら いちろう、1900年（明治33年）11月3日 - 1996年（平成8年）12月30日）は、大正から昭和期の労働運動家、政治家。衆議院議員、高知県高知市長。

## 経歴
高知県吾川郡神谷村（伊野町を経て現いの町）で、氏原儀之助、馬の二男として生まれ、1920年（大正9年）氏原岩於の養子となり栄と結婚した。中央大学専門部法科で学んだが、1921年（大正10年）に病のため中退した。台湾銀行本店給仕、衆議院事務局で勤務したのち、1923年（大正12年）営林局属に任官し高知大林区署に配属され、1927年（昭和2年）に退職。
1927年、高知県会議員に立候補したが落選。1928年（昭和3年）建築労働組合を組織して組合長に就任。その後、土木請負業、製紙業を経営して、民間労働運動の組織化を進めた。社会民衆党高知県支部連合会書記長、社会大衆党高知県支部連合会書記長を歴任し、1929年（昭和4年）社会大衆党から出馬して高知市会議員に当選し、1942年（昭和17年）まで3期在任し、参事会員を務めた。1935年（昭和10年）高知県会議員に選出され、2期務めて1946年（昭和21年）まで在任。戦時下では、国家総動員体制に組せず、国家社会主義に傾いた社会大衆党から除名され、労働組合の産業報国会化に反対した。1942年4月の第21回衆議院議員総選挙（翼賛選挙）では非推薦候補者として出馬したが落選した。
戦後、高知県勤労同志会創立委員長、高知県労働組合総同盟代表者、高知県労働組合協議会会長、労働組合総同盟中央委員、日本産紙社員、上田製糸取締役、高知市社会事業協賛会常任理事兼主事などを務めた。
1946年（昭和21年）4月、第22回衆議院議員総選挙で高知県選挙区から日本社会党公認で出馬して当選し、衆議院議員を1期務めた。この間、日本社会党中央執行委員を務めた。その後、第23回、第24回総選挙に出馬するも落選した。
革新勢力の支持を得て1951年（昭和26年）4月23日、高知市長に就任。戦後の復興、社会福祉の充実、国民健康保険の実施など、市民本位の施策の実行に尽力し、全国市長会副会長を務めた。市長4期目の終了近くに職員の不祥事が発生したため、その責任を取って1966年（昭和41年）12月31日に辞職した。その後、1971年（昭和46年）12月、高知県知事選挙に革新統一候補として出馬したが惜敗した。

## 伝記
- 氏原和彦著、氏原一郎伝刊行委員会編『氏原一郎伝』氏原一郎伝刊行委員会、1994年。